# Nadiolo
Nadiolo est une localité située dans le département de Sabou de la province du Boulkiemdé dans la région Centre-Ouest au Burkina Faso.

## Géographie
Le village de Nadiolo est situé à 12°6'0" Nord et 2°27'0" Ouest. C’est l’un des quatorze (14) villages administratifs de la commune de Sabou dans la province du Boulkiemdé, région du Centre-Ouest du Burkina Faso. Le village compte huit (08) quartiers dont trois quartiers centraux.
Les quartiers centraux sont : Dofwalè, Lalledo et Kukulucuré tous fondés par trois frères fils de Nawentaoré le patriarche du clan Nyonyonga. Les autres quartiers d'autonomie coutumière attachés sont Louloué, Taa-m’tooré, Na-biéno, Djetin et Bougoarapian.  Géographiquement, le village ne partage aucune limite territoriale avec les autres villages administratifs de sa commune mère. Cependant,   pour des raisons de formes, les cartes administratives de la commune  le fait figurer. Le village est limité au Nord-Est par le Village de Sighoguin (Département de Koudougou), à l’Est par les villages de Kokonkuilga (département de Ramongo) et de Rialo (département de Sourgou), au Sud par deux autres villages du département de Sourgou que sont Ouoro et Ouettin. A l’ouest, Nadiolo partage ses frontières avec la province du Sanguié notamment les villages de Edié, Bandéo-Naponé (Tous du Département de Pouni) et Lati (Département de Ténado). Au Nord de Nadiolo se trouve le village de Sassia (Département de Ténado) et de Kamedji (Département de Koudougou). En termes de distance, Nadiolo est situé à vingt et un (21) kilomètres de la Mairie de Sabou et à dix-sept (17) kilomètres de la ville de Koudougou. 
```
Les autres quartiers d'autonomie coutumière attachés sont Louloué, Taa-m’tooré, Na-biéno, Djetin et Bougoarapian.  Géographiquement, le village ne partage aucune limite territoriale avec les autres villages administratifs de sa commune mère. Cependant,   pour des raisons de formes, les cartes administratives de la commune  le fait  limiter au Nord-Est par le Village de Sighoguin (Département de Koudougou), à l’Est par les villages de Kokonkuilga (département de Ramongo) et de Rialo (département de Sourgou), au Sud par deux autres villages du département de Sourgou que sont Ouoro et Ouettin. A l’ouest, Nadiolo partage ses frontières avec la province du Sanguié notamment les villages de Edié, Bandéo-Naponé (Tous du Département de Pouni) et Lati (Département de Ténado). Au Nord de Nadiolo se trouve le village de Sassia (Département de Ténado) et de Kamedji (Département de Koudougou). En termes de distance, Nadiolo est situé à vingt et un (21) kilomètres de la Mairie de Sabou et à dix-sept (17) kilomètres de la ville de Koudougou.
```

## Histoire
Nadiolo serait fondé depuis le XVIe siècle par des populations Ninsi et/ou Gurunsi en proie au phénomène nakomga dans le Kipirsi. Le village eut été, un lieu de refuge de nombreux autres groupes en proie à cette instabilité caractéristique dans le Kipirsi. Au cours de l’étape migratoire de Nadiolo, les communautés ont développé de parfaits rapports lignagers qui constituent le marqueur social d’une société gurunsi. Au XVIIIe siècle, la Chefferie de village passe sous le contrôle du clan des Nedjele d’origine nyonyonga. Cet évènement favorisa le rapprochement avec les chefferies moaga notamment, celle de Sourgou. Jusqu’à la fin du XIXe siècle, ce rapprochement assez diplomatique entre les communautés s’accélérait vers une interculturalité entre communautés Nuni d’une part et d’autre part avec les Mosse. L’intermède Zaberma puis la conquête coloniale européenne de 1896 sont les facteurs qui ont fortement influencé cette organisation traditionnelle de Nadiolo et du Nebwolo.

## Éducation et santé
Le village possède deux écoles primaires publiques (bourg et Bagara-Tanga).